# Robert Gucher
Robert Gucher (n. 20 februarie 1991) este un fotbalist austriac care joacă pe postul de mijlocaș pentru echipa Pisa din Seria C.

## Cariera
Născut la Graz, Gucher și-a început cariera la clubul din orașul său natal Grazer AK. În iulie 2008, la vârsta de 17 ani, a semnat un contract cu clubul Frosinone din Serie B împreună cu Dieter Elsneg după ce clubul său a fost expulzat din fotbalul profesionist.
A debutat pe 21 aprilie 2009 ca titular împotriva lui Modena, fiind înlocuit de Nunzio Di Roberto în minutul 60. În următorul sezon a jucat 8 meciuri a fost de două ori rezervă în Serie B.
La 1 februarie 2010, el a fost împrumutat la Genoa pentru 200.000 €, iar Elsneg a ajuns la rivala lui Genoa, Sampdoria, la începutul lunii ianuarie.
La 24 iunie 2010, Genoa a semnat un acord de co-proprietate, pentru suma de 1,3 milioane de euro, iar în schimb Frosinone a primit cele 50% din drepturile federative rămase din Salvatore Aurelio (pentru 800 000 euro ) și Diogo Tavares € 600,000 ) și l-a împumutat pe Selim Ben Djemia (pentru 100.000 € ) dar Gucher a petrecut prima jumătate a sezonului 2010-11 la Frosinone și a fost împrumutat la echipa din Bundesliga austriacă Kapfenberger SV pentru un sezon și jumătate la 31 ianuarie 2011.

## Cariera la națională
Gucher a jucat pentru Austria sub 19 la Campionatul European de Fotbal din 2010 și la echipa sub 20 de ani de la Campionatul Mondial U-20 din 2011.
Gucher a primit primul sa convocare la naționala mare a Austriei pentru un amical împotriva Elveției în noiembrie 2015.